# Genogramă
O genogramă (cuvânt-valiză din genealogie și diagramă) este o formă de reprezentare a relațiilor de rudenie, care este folosită în principal în terapia familială sistemică pentru a reprezenta și evalua relațiile de familie, constelațiile recurente și anamneza; conținutul merge cu mult dincolo de un arbore genealogic. O genogramă este utilizată pentru a vizualiza tiparele de comportament, factorii psihologici care determină relația și comportamentele repetitive în cadrul unei familii și apoi pentru a le analiza. 
Într-un sens mai larg, genogramele și schematizarea bazată pe ele sunt, de asemenea, folosite pentru a depăși relațiile de familie, de exemplu pentru analiza rețelelor sociale, pentru a ilustra conexiunile, relațiile și liniile de conflict din domeniile subiectului foarte largi, până la legăturile globale dintre afaceri și politică . 

## Dezvoltare
Monica McGoldrick și Randy Gerson, care au publicat cartea Genograms: Assessment and Intervention in 1985, au fost pionieri în munca de genogramă de astăzi. Genogramele sunt utilizate în cercetarea familiei, medicină, psihologie, psihiatrie, educație și educație socială. Consilierii familiei au folosit genograme pentru analiza problemelor. 
Modele similare genogramelor au fost utilizate în Germania în timpul dictaturii naziste pentru „problemele rasiale”, caracteristicile presupuse moștenite, dizabilitățile sau dependența de dependență.
În octombrie 2013, Monica McGoldrick este prezentă la București, unde este invitat al Asociației Multiculturale de Psihologie și Psihoterapie.

## Prezentare

Simboluri în genograme

Genogramele constau din simboluri simple care sunt aranjate ca un arbore genealogic. Un simbol reprezintă un membru al familiei. Simbolurile arată sexul și, cu linii diferite, relația cu familia. De exemplu, copiii adoptați și animalele de companie au o linie întreruptă, copiii care adoptă au o linie punctată. De obicei data nașterii (și eventual data morții) este scrisă deasupra simbolului, inclusiv numele. În interiorul simbolului se află vârsta sau diverse semne care indică, de exemplu, boli ereditare, comunități asemănătoare căsătoriei, nașteri mortale, avorturi și moartea subită a copilului. Genogramele sunt desenate în mod clasic de consilier sau terapeut. Există și posibilitatea ca clienții să își facă propriile desene. Această vizualizare oferă posibilități suplimentare pentru formarea ipotezelor. 

## Conținut

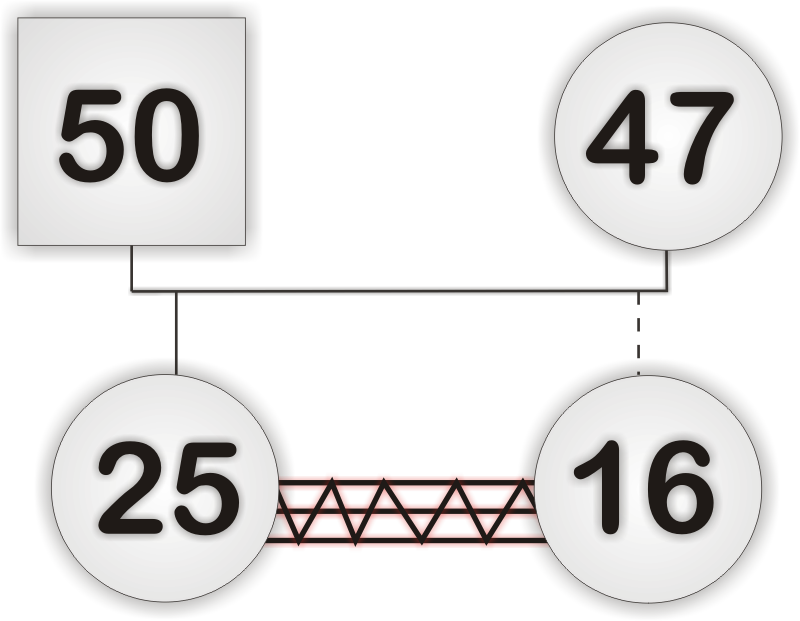
Genogramă a unei familii formată dintr-un tată în vârstă de 50 de ani și o mamă în vârstă de 47 de ani, cu două fiice, cele mai mari (25 de ani) biologice și cele mai tinere (16 ani) adoptate

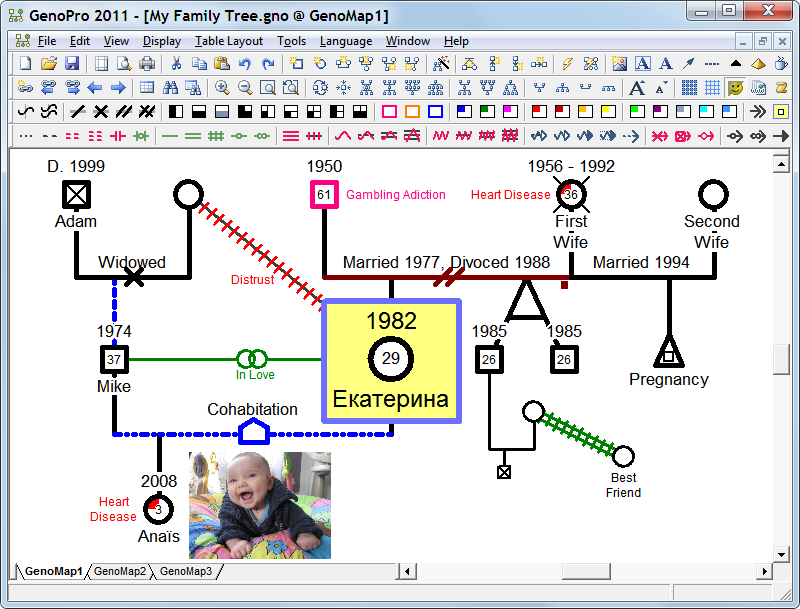
Exemplu de genogramă a unei femei care s-a născut în 1982 și avea 29 de ani la momentul creării (2011) (evidențiată cu galben în centru) Alături de trei frați care sunt cu trei ani mai tineri, este fiica unui divorț în 1988, cu un dependent de jocuri de noroc. Relația cu soacra văduvă este încărcată de neîncredere. Fotografia arată fiica protagonistului, născută în 2008, un singur copil cu boli cardiace congenitale, așa cum a fost diagnosticat la bunica maternă care a murit în 1992, la 36 de ani. (Bază engleză)

O genogramă nu doar înregistrează numele și datele nașterii, ci și modul în care acestea se raportează între ele. De exemplu, pot fi afișate date despre carieră, conflicte intrafamiliale, boli și obiceiuri. 
Un avantaj este că diferite tipuri de relații pot fi reprezentate în culori diferite în genograme, cum ar fi cuplurile căsătorite, divorțate, separate, necăsătorite și logodite. 
De obicei, genogramele conțin și reprezentări ale sentimentelor unul pentru celălalt. Două linii verzi paralele, orizontale, între două persoane reprezintă prietenia, de exemplu, două cercuri verzi, care se împletesc, înseamnă iubire. Liniile roșii reprezintă în mare parte relații negative precum ura, neîncrederea și respingerea. 
Pentru a include persoane precum vecini, colegi de muncă respectiv colegi de clasă, superiori respectiv profesori, preoți și altele asemenea, acestea sunt uneori incluse în genogramă. De exemplu, genogramele pot fi create și pentru companii. 

## Utilizare
Cercetarea familială folosește genograme pentru a înregistra viața membrilor familiei. Acest lucru poate crea arbori genealogici foarte complecși care prezintă căsătorii și divorțuri, adopții și alte structuri familiale. Acest lucru permite cercetătorilor familiei să analizeze fapte interesante, cum ar fi grupuri de nume, rivalități ale fraților sau chiar evenimente istorice, cum ar fi migrațiile. 
În medicină, relațiile de sănătate, de exemplu riscurile de cancer și în special bolile ereditare, pot fi arătate cu ajutorul genogramelor. Cu aceste cunoștințe, pot fi elaborate analize medicale mai precise. De asemenea, pot fi descoperite riscuri pentru sănătate. 
Psihologii folosesc genograme pentru a obține informații esențiale și pentru a putea consilia și trata mai bine pacienții. Puteți identifica rapid conflictele și puteți utiliza acest lucru ca bază pentru a evalua comportamentul pacientului. 
Asistenții sociali pot folosi genograme pentru a identifica și evalua legăturile emoționale dintre membrii familiei și alte persoane din mediul social. Acest lucru arată, de exemplu, solidaritatea familiei. 
Genogramele permit cercetătorilor să identifice și să înțeleagă procesele dintre multe generații. De asemenea, genogramele sunt dezvoltate pentru speciile de plante și animale. În plus, diverse mecanisme și tactici, de exemplu pentru supraviețuire sau vânătoare, pot fi recunoscute. În plus, structurile sociale din turme pot fi cercetate. 
În educație, genogramele sunt folosite pentru a discuta despre cărți și pentru a reprezenta familiile unor oameni celebri. Detaliile speciale pot fi, de asemenea, elaborate folosind genograme. 

## Literatură
- Monica McGoldrick et al.   a .: Genogramme in der Familienberatung. (Genograme în consilierea familiei.) a 3-a ediție. Publicat de Hans Huber, Berna 2009, ISBN 978-3-456-84647-7 .
- Bernd Roedel: Praxis der Genogrammarbeit. (Practica lucrărilor de genogramă.) a 6-a ediție. Verlag modern learning, Dortmund 2010, ISBN 978-3-86145-308-6 .
- Stuart Lieberman: Terapia familială transgenerațională. 1. Ediție. Croom Helm Ltd., Londra 1979, ISBN 978-0-85664-776-5 .
- E. Sperling, A. Massing, G. Reich u.   a .: Die Mehrgenerationen-Familientherapie. (Terapia familială cu mai multe generații.) Vandenhoeck & Ruprecht, Göttingen 1982, ISBN 978-3-525-45740-5 .
- Jürgen Beushausen: Genogramm- und Netzwerkanalyse. Die Visualisierung familiärer und sozialer Strukturen (Genogramă și analiză de rețea. Vizualizarea structurilor familiale și sociale.) Vandenhoeck & Ruprecht, Göttingen 2012, ISBN 978-3-525-40183-5 .
- Ruthard Stachowske : Mehrgenerationentherapie und Genogramme in der Drogenhilfe – Drogenabhängigkeit und Familiengeschichte.. Asanger Verlag, Heidelberg / Kröning 2002, ISBN 978-3-89334-379-9 . Ruthard Stachowske Mai 2014..